# Helga Trefaldighets församling
Helga Trefaldighets församling är en församling i Uppsala pastorat i Uppsala kontrakt i Uppsala stift. Församlingen ligger i Uppsala kommun i Uppsala län.
Församlingen omfattar i huvudsak de västra stadsdelarna av Uppsala utanför Uppsala domkyrkoförsamling, närmare bestämt stadsdelarna och områdena Berthåga, Ekeby, Eriksberg, Flogsta, Husbyborg, Håga, Kungsgärdet, Kvarnbo, Kåbo, Librobäck, Norby, Rickomberga, Stabby, Starbo och Stenhagen. Församlingen har den sällsynta situationen att dess huvudkyrka, Helga Trefaldighets kyrka, ligger utanför dess område (i domkyrkoförsamlingen).

## Administrativ historik
Församlingen har medeltida ursprung. Fram till 1947 användes även namnet Bondkyrka församling och därefter till 1962 Heliga Trefaldighets församling.  År 1544 införlivades Sankt Pers församling, och omkring 1550 utbröts Uppsala församling. År 1974 utbröts Gottsunda församling.
Församlingen utgjorde till 1621 ett eget pastorat för att därefter till 1806 vara annexförsamling i ett pastorat med Uppsala församling. Från 1806 till 1 maj 1923 var den ett eget pastorat för att därefter till 1962 vara moderförsamling i ett pastorat med Börje församling. Från 1962 till 2014 var den åter ett eget pastorat. Från 2014 ingår församlingen i Uppsala pastorat. 

## Areal
Helga Trefaldighets församling omfattade den 1 januari 1976 en areal av 25,0 kvadratkilometer, varav 24,6 kvadratkilometer land.

## Kyrkoherdar
| Ämbetstid  | Namn                          | Levnadstid | Övrigt                                        |
| ---------- | ----------------------------- | ---------- | --------------------------------------------- |
| 1400-talet | Carolus Caroli                |            |                                               |
| 1448, 1459 | Elof Knutsson                 |            |                                               |
| 1505-1509  | Petrus Johannis               |            |                                               |
| 1807-1814  | Georg Fredric Fant            | 1768-1823  | Senare kyrkoherde i Västerlövsta församling.  |
| 1814-1814  | Nils Kellström                | 1777-1832  |                                               |
| 1823-1831  | Carl Georg Rogberg            | 1789-1834  | Senare kyrkoherde i Gamla Uppsala församling. |
| 1832-1838  | Anders Bernhardsson Lundquist |            | Senare kyrkoherde i Rasbo församling.         |
| 1840-1844  | Carl Jonas Almquist           | 1804-1844  |                                               |

## Kyrkor
- Bondkyrkan eller Helga Trefaldighets kyrka
- Eriksbergskyrkan
- Sankta Maria kyrka

Före 2007/2008 fanns även i församlingen
- S:t Olofs kyrka i stadsdelen Flogsta
- Stigbergskyrkan i Eriksberg.